# Einbaum vom Poole Harbour

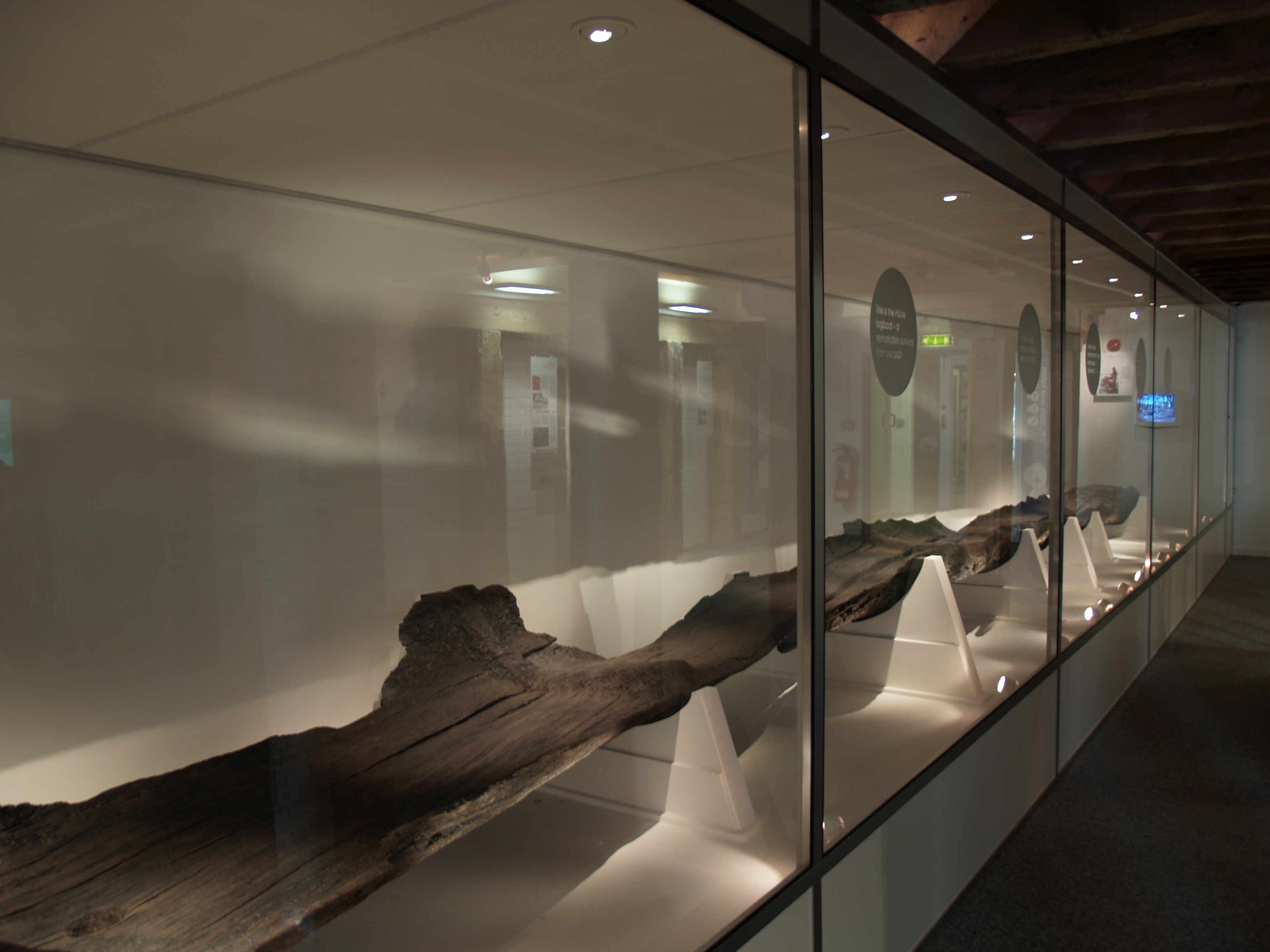
Einbaum vom Poole Harbour

Der  mehr als 2200 Jahre alte eisenzeitliche Einbaum vom Poole Harbour in Dorset in England ist aus einer Eiche gefertigt. Das Boot wurde 1964 während der Baggerarbeiten auf Green Island im Süden des Hafens von Poole in zwei Teile zerbrochen gefunden. Der Einbaum, der Platz für  18 Personen bot, war etwa 10 Meter lang, 1,52 m breit und ist der größte in Südengland gefundene.
Aufgrund seiner schlechten Seegangeigenschaften (geringer Tiefgang) scheint er speziell für den Einsatz im binnenmeerartigen Poole Harbour gebaut worden zu sein. Der National Trust hat das Boot nachgebaut.